# عبدالحمید عناد
عبدالحمید عناد (انگلیسی: Abdulhameed Enad؛ زادهٔ ۲۰ فوریهٔ ۱۹۹۵) یک بازیکن فوتبال اهل قطر است.